# Das Boot (Film)
Das Boot ist die Verfilmung des gleichnamigen Romans von Lothar-Günther Buchheim unter der Regie von Wolfgang Petersen aus dem Jahr 1981. Das Kriegsdrama spielt im Zweiten Weltkrieg im November und Dezember 1941 und schildert die Erlebnisse der Besatzung eines deutschen U-Boots auf Feindfahrt während des U-Boot-Kriegs der Atlantikschlacht.
Von dem Film gibt es drei Versionen: die ursprüngliche Kinoversion, eine mehrteilige Fernsehfassung von 1985 und den Director’s Cut von 1997. Spieldauer und filmischer Charakter der Versionen unterscheiden sich erheblich voneinander.
Das Boot war für den deutschen Film – auch nach heutigen Maßstäben – mit 32 Millionen DM (umgerechnet und inflationsbereinigt heute [2024] 41,9 Millionen €) eine sehr aufwendige und teure Produktion. So wurde neben mehreren Modellen unterschiedlicher Größe der gesamte Innenraum eines deutschen U-Boots der Klasse VII detailgetreu nachgebaut. Der Film hatte großen internationalen Erfolg; er war für sechs Oscars, je einen Golden Globe und BAFTA Award nominiert, zudem gewann er zahlreiche deutsche Filmpreise. Der Filmklassiker war einer der Grundsteine für die späteren Wechsel von Regisseur Petersen und Kameramann Jost Vacano nach Hollywood, und auch für viele der Schauspieler bedeutete der Film einen Karriereschub bzw. den Durchbruch im Filmgeschäft.

## Handlung
Der Film spielt im Jahr 1941, dem dritten Jahr des Zweiten Weltkrieges. Die deutschen U-Boote haben den Auftrag, im Nordatlantik Handelsschiffe zu versenken, die Großbritannien mit kriegswichtigen Gütern versorgen. Nach den leichten Erfolgen der ersten Kriegsjahre gestalten sich die Atlantik-Einsätze der Deutschen immer schwieriger, weil Zerstörer die britischen Geleitzüge effektiver schützen.
In dieser Lage bekommt das deutsche U-Boot U 96, stationiert in La Rochelle im U-Boot-Bunker in La Pallice, den Befehl zum Auslaufen. Der Kommandant hat, wie auch die meisten seiner Offiziere, im Film keinen Namen, sondern wird nur mit „Herr Kaleun“ angesprochen. Für die Besatzung ist er schlicht „Der Alte“. Mit an Bord ist bei dieser Fahrt der Kriegsberichterstatter Leutnant Werner, aus dessen Warte die Handlung weitgehend betrachtet wird.
Der Film beginnt mit dem letzten Abend vor dem Auslaufen, den die Offiziere von U 96 zusammen mit anderen Kriegsmarineoffizieren der U-Boot-Waffe in der „Bar Royal“ zünftig feiern. Werner, offensichtlich im Unklaren über die Realität des U-Boot-Krieges, gibt sich zunächst positiv gespannt („wird sicher aufregend“). Erfahrene Besatzungsmitglieder klären Werner auf, dass in jüngster Zeit etliche U-Boote versenkt worden sind. So der zweite Wachoffizier (II. WO): „abgesoffen mit Mann und Maus – aufregend, was?“. Den naiven Werner kontrastiert Kapitänleutnant Thomsen, der zwar hochdekoriert, jedoch psychisch labil ist und in völlig betrunkenem Zustand eine Rede hält, in der er die politische und militärische Führung des Dritten Reiches heftig kritisiert, auch „unseren herrlichen, abstinenten und unbeweibten Führer“ anspricht. Einen Eklat verhindert Thomsen gerade noch, indem er den britischen Premierminister Winston Churchill einen „englischen Bettnässer“ und ein „zigarrenqualmendes Arschloch“ nennt.
Das Auslaufen, begleitet von fröhlicher Musik (u. a. Muss i denn, muss i denn zum Städtele hinaus), und die ersten Tage an Bord von U 96 scheinen Leutnant Werners positive Grundeinstellung zunächst zu festigen, auch wenn der abgebrühte und häufig sarkastische Kommandant die Stimmung des Kriegsberichters schnell dämpft. Der Kaleun übt offene Kritik an der militärischen Führung („Maulhelden, nichts als Maulhelden, allesamt!“), was wiederum zu Spannungen mit dem ersten Wachoffizier führt. Der („Eins WO“) steht unbeirrt zum Regime und ist vom Endsieg überzeugt: „wir werden ihn [Churchill] in die Knie zwingen, das ist meine feste Überzeugung.“ Zu einigen Besatzungsmitgliedern, wie z. B. dem II. WO, bekommt Werner ein etwas näheres Verhältnis, die Beziehung zum Kommandanten ist eher zwiespältig: Beide scheinen miteinander kommunizieren zu können, aber gleichzeitig stichelt „der Alte“ immer wieder gegen Werner, wohlwissend, dass der Kriegsberichter im Auftrag der NS-Propaganda an Bord ist.
An den Dialekten wird die unterschiedliche Herkunft der Besatzung deutlich; die Männer kommen auch aus küstenfernen Regionen wie dem Ruhrpott, Rhein-Main-Gebiet oder der Ostmark. Obgleich Leutnant Werner zusammen mit den Offizieren die Mahlzeiten einnimmt, befindet sich seine Koje bei den Maaten, die einen derberen Umgangston als die Offiziere pflegen. Der Ton ist dem Leutnant eher fremd, auch wenn er ein etwas näheres Verhältnis zu dem feinfühligen Fähnrich Ullmann entwickelt. Die Mannschaftsgrade im Bugraum nehmen Werner nicht richtig ernst; aufgrund der ohnehin beengten Verhältnisse sehen sie ihn als zusätzlichen Fremdkörper. So wird ihm ein ölgetränkter Putzlappen ins Gesicht geworfen, als er die Besatzung beim anstrengenden Warten der Torpedos fotografiert und damit allen auf die Nerven geht. Aber auch die Spannungen innerhalb der Mannschaft nehmen zu, als sich Langeweile und damit Frust einstellt. Die erwartete Feindberührung bleibt aus und es gibt wenig Abwechslung. Eher zurückgezogene Besatzungsmitglieder, wie der andere Fähnrich, der als „Bibelforscher“ (Zeuge Jehovas) sowieso ein Außenseiter ist, bekommen die Aggression der tonangebenden Mannschaftsgrade besonders zu spüren.
Die Situation ändert sich schlagartig, als U 96 Fühlung zu einem Geleitzug aufnimmt; den Kaleun wie die Besatzung packt eine Art „Jagdfieber“. Das Boot verliert jedoch den Kontakt und entdeckt stattdessen einen Zerstörer, den der Kommandant am Periskop in einem Unterwasserangriff versenken will. Der Versuch misslingt und U 96 wird zum ersten Mal mit Wasserbomben attackiert, kann dem Zerstörer schließlich aber ohne erkennbaren Grund entkommen.
Die Freude, noch einmal davongekommen zu sein, vergeht jedoch, als U 96 in wochenlange schwere Stürme gerät, die die Besatzung physisch und psychisch schwer belasten. Die Einschätzung des Kommandanten, dass Sturm die Bedrohung durch britische Flugzeuge verhindere, schlägt bald in Ärger um: Das Boot kann nur schwer Kurs halten. Zudem zeigt das zufällige Zusammentreffen mit dem U-Boot von Kapitänleutnant Thomsen, dass die deutschen Einheiten wegen des Sturms ihre Standorte nur ungenau bestimmen können. Durch die großen Lücken zwischen den U-Booten, so mutmaßt der Kaleun, überqueren viele Geleitzüge unbeschadet den Atlantik.
Nachdem der Sturm sich gelegt hat, gelingt es U 96, einen feindlichen Geleitzug aufzuspüren. Sowohl Obersteuermann Kriechbaum als auch der Kaleun nehmen an, er sei ungeschützt. Durch einen nächtlichen Überwasserangriff mit vier Torpedos werden drei Treffer erzielt und zwei Schiffe versenkt. Ein Zerstörer entdeckt jedoch das U-Boot und zwingt es zum Abtauchen. Bei Angriffen mit Wasserbomben setzen die Briten das Ortungssystem Asdic ein. Die Deutschen werden über Stunden mit Wasserbomben attackiert und entkommen nur unter Beschädigung. Einzelne Besatzungsmitglieder werden dabei verletzt, der Obermaschinist Johann verliert sogar die Nerven und verlässt unbefugt seinen Posten. Der Kaleun ist zwar erzürnt, sieht jedoch darüber hinweg. Nach dem Auftauchen sehen die Offiziere ein brennendes Tankerwrack mit geborstenem Kiel. Der Kommandant lässt einen Fangschuss abfeuern, um den Tanker zu versenken. Auf dem Schiff befinden sich jedoch wider Erwarten noch britische Matrosen, die von den eigenen Schiffen nicht gerettet wurden. Als der Tanker endgültig zu sinken beginnt, springen sie vom brennenden Schiff, schreien verzweifelt um Hilfe und schwimmen auf U 96 zu. Der Kommandant befiehlt daraufhin, rückwärts zu laufen und überlässt die Schiffbrüchigen ihrem Schicksal, da das Boot sie unmöglich alle aufnehmen könne. Die Entscheidung bedrückt alle (vor allem Leutnant Werner), die von der Brücke das Geschehen verfolgten. Der Kommandant begründet: „Wir haben den Befehl, Schiffe zu versenken, wo wir sie finden. Alles andere können Sie die Herren fragen, die diesen Krieg angefangen haben.“
Unter dem Eindruck der Beschädigung und auch wegen der zur Neige gehenden Treibstoffvorräte entscheidet der Kommandant, nach La Rochelle zurückzukehren. Doch U 96 erhält vom Befehlshaber der U-Boote (BdU) einen neuen Einsatzbefehl: Das Boot soll im spanischen Vigo seine Vorräte ergänzen und anschließend Kurs auf La Spezia im Mittelmeer nehmen, um die Nachschublinien des in Afrika operierenden Generals Rommel zu schützen. Dazu muss die Straße von Gibraltar durchfahren werden, was aufgrund zahlreicher Schiffe der britischen Royal Navy, welche die Meerenge sichern, nahezu unmöglich erscheint und daher einem Himmelfahrtskommando gleicht. Da die Frau des Leitenden Ingenieurs (LI) schwer erkrankt ist, will der Kommandant diesen vorher nach Hause schicken und Ersatz besorgen. (In der langen TV-Fassung verweist der Kommandant auf die schlechte psychische Verfassung des Leitenden Ingenieurs: „Der Leitende ist fertig.“) Leutnant Werner soll in Vigo ebenfalls von Bord gehen und den LI begleiten, da zwei Mann leichter durch das neutrale Spanien kämen als einer. Er nimmt Liebesbriefe von Ullmann mit, die er bei dessen Verlobter Françoise in La Rochelle für ihn abgeben will. Jedoch erhält der Kommandant in Vigo an Bord des Versorgungsschiffs Weser vom BdU die – von einem Bediensteten des deutschen Konsulats (Seewald) überbrachte – Nachricht, dass die beiden an Bord bleiben müssen. Der LI spekuliert zu einem späteren Zeitpunkt Werner gegenüber, der Plan des Kommandanten müsse bedeutet haben, dass er kaum eine reale Chance sah, jemals heil durch die Meerenge zu kommen. Daher habe er sie beide dort von Bord gehen lassen wollen.
Der Kommandant ist sich der Schwierigkeit eines Durchbruchs bei Gibraltar bewusst und beschließt, das U-Boot bei Dunkelheit über Wasser möglichst nahe an die englischen Sicherungsketten heranzuführen, dann zu tauchen und U 96 von der Unterwasserströmung geräuschlos durch die Meerenge treiben zu lassen: „Wir lassen uns durchsacken.“ Der Kaleun hofft, auf diese Weise der britischen Unterwasserortung zu entgehen: „Das macht keinen Krawall und spart Brennstoff.“ Zunächst scheint der Plan zu gelingen. Doch ein Flugzeug entdeckt das Boot noch vor dem Abtauchen, nimmt es unter Beschuss und beschädigt es schwer. Auf der Brücke wird Obersteuermann Kriechbaum getroffen und schwer verletzt. (Der I. WO und der Kommandant sind sich später in einem Gespräch einig, das angreifende Flugzeug müsse über ein Radargerät verfügt haben. Damals eine völlig neuartige Technik.) „Der Alte“ lässt daraufhin das Boot mit voller Kraft direkt auf die afrikanische Küste zufahren, um (so deutet der II. WO an) in flacheres Gewässer zu kommen. Auch dieser Plan scheitert, da die erzwungene Höchstleistung die Dieselmotoren schädigt. Zudem eröffnen die englischen Sicherungsschiffe das Feuer. Als die Einschläge der feindlichen Granaten immer näher kommen, gibt der Kaleun den Befehl zum Alarmtauchen, um das Boot in vorläufige Sicherheit zu bringen. Jedoch zeigt sich, dass die Tiefenruder in unterer Stellung festklemmen, wodurch das Boot unkontrolliert absinkt. Als schließlich sämtliche Lenzpumpen ausfallen, ist das Boot trotz Anblasen aller Ballasttanks nicht mehr zu halten: Erst auf 280 Meter kommt es zur Ruhe, als es auf einen unterseeischen Höhenzug prallt. Aufgrund des enormen Wasserdrucks geben zahlreiche Dichtungen und Verbindungsstücke nach. Die Besatzung kämpft ums Überleben und stoppt die gewaltigen Wassereinbrüche nur mit Mühe. Das schwer beschädigte Boot erfordert zahlreiche Reparaturen, bei denen auch Leutnant Werner hilft, bevor es möglich wird, das Wasser auszupumpen, um die Wasseroberfläche zu erreichen.
Da der Tod durch Ersticken droht, werden Kali-Patronen an die bis zur Erschöpfung arbeitende Mannschaft ausgegeben, verbunden mit dem Befehl, dass nicht arbeitendes Personal sich schlafen legen soll, um den Kohlendioxid-Gehalt der Luft niedrig zu halten. Als Leutnant Werner nach geraumer Zeit erwacht, offenbart ihm der Kommandant, dass er nicht mehr daran glaube, der LI könne das Boot noch reparieren und dass er damit keine Hoffnung mehr auf Rettung sehe. Leutnant Werner ist daraufhin den Tränen nahe und erklärt, er sei „wie besoffen“ davon gewesen, nur ein einziges Mal vor Unerbittlichem stehen zu wollen und dass er damit dieses Ende vermutlich provoziert habe. In dieser hoffnungslosen Situation taucht wider Erwarten der völlig erschöpfte LI auf und meldet, dass U 96 doch wieder klarschiff sei. Es gelingt, aufzutauchen und die Dieselmotoren zu starten.
Der Kommandant bricht den Durchbruchversuch ab und lässt Kurs zurück auf La Rochelle nehmen. Kein Sicherungsschiff oder Flugzeug greift die Deutschen an. Der Kaleun nimmt an, dass die Alliierten meinen, U 96 zerstört zu haben: „Die sitzen im Casino und feiern unsere Versenkung!“ Die Besatzung wähnt sich in Sicherheit, ist froh, dem Tode entkommen zu sein. Als das Boot in La Rochelle einläuft, greifen britische Flugzeuge den Hafen mit Bomben an. Ein Teil der Besatzung wird getötet. Leutnant Werner gehört zu den Überlebenden, die sich in den U-Boot-Bunker retten. In der Schlussszene beobachtet er zusammen mit dem schwer verwundeten Kommandanten, wie U 96 – von Bomben getroffen – langsam im Hafenbecken versinkt. Bei diesem Anblick bricht der Kommandant zusammen; Werner bleibt verzweifelt zurück.

## Literarische Vorlage
Die dem Film zugrundeliegende Handlung im Roman Das Boot spielt im Zweiten Weltkrieg auf dem U-Boot U 96, das 1941 aus Saint-Nazaire ausläuft. Autor Lothar-Günther Buchheim verarbeitet in dem Buch seine persönlichen Erfahrungen als Kriegsberichter und schildert die Situationen der U-Boot-Besatzung mit großer Präzision. Der Roman erschien 1973. Buchheim brauchte über 25 Jahre, bis er psychisch in der Lage war, seine Tagebuchaufzeichnungen und Schriften aus dem Jahr 1941 zu sichten und mit der Niederschrift des Romans zu beginnen.
Der Roman basiert hauptsächlich auf den Erfahrungen, die Buchheim auf zwei Feindfahrten sammeln konnte. Er begleitete als Kriegsberichterstatter die siebte Feindfahrt des zur 7. U-Boot-Flottille gehörenden U 96, die vom 26. Oktober bis 7. Dezember 1941 dauerte. An Bord von U 309 nahm er an zwei weiteren Fahrten teil, von denen eine vermutlich nur eine Übersetzfahrt war.

## Verschiedene Versionen
Das Boot gibt es in drei Versionen, die sich zum Teil erheblich voneinander unterscheiden: die Kinoversion (1981), die Fernsehserie (1985 und 1987) und den Director’s Cut (1997).

### Filme
Die erste veröffentlichte Fassung ist die Kinoversion von 1981. Sie wurde am 17. September 1981 in München uraufgeführt und lief tags darauf in den bundesdeutschen Kinos an. In den USA startete sie am 10. Februar 1982. Diese Version hatte eine Dauer von 149 Minuten (mit PAL-Beschleunigung 143 Minuten) und ist auch diejenige, die für die Oscars nominiert wurde. Hier fehlen die erzählerischen Kommentare von Leutnant Werner. Im Herbst 1982 wurde die Kinoversion auf VHS-Kassette herausgebracht und in den folgenden Jahren mehrmals im Fernsehen gezeigt. 2011 wurde sie als Teil einer Jubiläumsedition auf Blu-ray Disc veröffentlicht.
1997 erschien der Director’s Cut im Kino, in den USA bereits am 4. April 1997, in Deutschland am 11. Dezember 1997, und anschließend als einer der ersten Titel auf deutscher DVD sowie 2010 auf Blu-ray Disc. Der Director’s Cut besteht aus der vollständigen ersten Kinoversion und enthält zusätzlich Szenen aus der Fernsehserie. Die Qualität des Bild- und Tonmaterials wurde deutlich verbessert: Neben einer neuen Abmischung der Tonspur in Mehrkanalton mit effektvollem Subwoofereinsatz (5.1 und 7.1 SDDS) bietet diese Version ein gut restauriertes Bild; die Laufzeit beträgt 208 Minuten (PAL: 199 Minuten). Laut Regisseur Petersen hätte diese Version 1981 in die Kinos kommen sollen, aus kommerziellen Gründen sei dies aber nicht möglich gewesen.
Die Blu-ray Disc des Director’s Cut enthält zusätzlich eine Dokumentation über die Dreharbeiten zum Film (Die Feindfahrt von U96, ca. 60 Minuten) sowie die Dokumentation Die Schlacht im Atlantik (ca. 39 Minuten, Begleitprogramm der Fernsehausstrahlung).

### Serien
Im Oktober 1984 wurde die Fernsehserie in Großbritannien von BBC im Originalton mit englischen Untertiteln gesendet. In Deutschland wurde sie zunächst ab 24. Februar 1985 als Dreiteiler (zweimal 105, einmal 98 Minuten) ausgestrahlt. Ab 27. April 1987 wurde sie als sechsteilige Miniserie (sechsmal 52 Minuten) in der ARD gesendet und hat (einschließlich Rückblick und Vorschau am Anfang beziehungsweise am Ende jedes Teils) eine Spieldauer von über fünf Stunden. Zwischen den Episoden gibt es immer wieder einen Erzähler, der auf die bisherigen Teile zurückblickt. In dieser Version sind gelegentliche aus dem Off gesprochene, tagebuchartige Kommentare von Leutnant Werner enthalten.
2004 erschien die Fernsehserie auf zwei DVDs. Die einzelnen Folgen sind in dieser Fassung direkt und übergangslos aneinandergehängt; die mit Erzählerstimme unterlegten Zusammenfassungen, die bei der Fernsehausstrahlung zu Beginn und am Ende der einzelnen Teile gezeigt wurden und eine Rückblende auf den vorherigen bzw. eine Vorschau auf den nächsten Teil bildeten, wurden entfernt. Die aus dem Off gesprochenen Kommentare von Leutnant Werner zur laufenden Handlung sind jedoch enthalten. Die Laufzeit beträgt nun genau 282 Minuten (PAL). Die Bild- und Tonqualität des Director’s Cut wird allerdings nicht erreicht.
2014 wurde die Fernsehserie schließlich in nochmals erheblich verbesserter Qualität auf Blu-ray Disc veröffentlicht. Im Gegensatz zur DVD-Fassung wurde die Serie nicht zu einem fortlaufenden Film zusammengefügt, sondern liegt, wie ursprünglich im Fernsehen gezeigt, in sechs einzelnen Folgen einschließlich Rückblenden und Vorschau vor (knapp 52 Minuten je Einzelfolge). Die Gesamtlaufzeit aller Folgen beträgt 308 Minuten.

## Inhaltliche Unterschiede zwischen Roman und Drehbuch

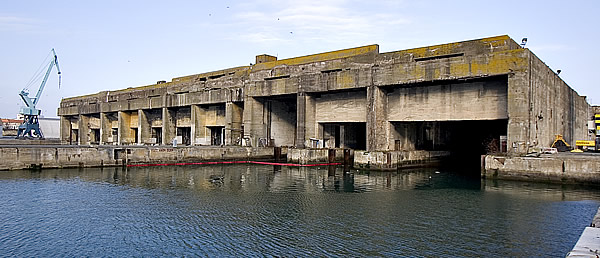
U-Boot-Bunker im Hafen von La Rochelle (2007)

### Handlung
Die Ein- und Auslaufszenen gestalten sich anders. Im Roman läuft das Boot von Saint-Nazaire aus, einem großen U-Boot-Hafen an der Loire-Mündung. Im Film läuft das Boot von La Rochelle aus. Erst als im Roman gegen Ende der ersten Unternehmung der Brennstoff knapp wird, erwägt „der Alte“, La Rochelle anzusteuern (siehe U-Boot-Bunker).
Im Film (alle Versionen) werden drei Schiffe versenkt: zwei während des Angriffs auf einen Geleitzug und etwas später noch ein angeschossenes Schiff, bei dem der Alte, wegen der Menschen an Bord, rückwärts fahren lässt. Im Roman hingegen werden vier Schiffe versenkt: die drei Schiffe, die auch im Film zu sehen sind, und noch ein angeschossener „Nachhinker“ (das heißt Nachzügler) aus dem Geleitzug. Beim Einlaufen am Ende des Filmes sieht man vier weiße Wimpel für die versenkten Schiffe, genauso wie im Roman.
U 96 operiert im Roman unter der Kennung UA. Im Roman wird das Geleit, aus dem UA die drei Schiffe versenkt, auch von anderen deutschen Booten angegriffen. Aus der Perspektive der Leute auf UA, die die Funksprüche hören, rundhorchen und weiteren Feuerschein sehen, wird der Angriff im Buch noch um einiges größer dargestellt. Der Film konzentriert die Darstellung auf das Abschießen der Torpedos und die anschließende Verfolgung durch zwei englische Kriegsschiffe.
Im Zusammenhang des Gefechts um den Geleitzug beschreibt Buchheim weitere Begegnungen mit noch lebenden Schiffbrüchigen, die vom Boot nicht aufgenommen werden. Noch andere Beschreibungen von Begegnungen mit Flößen, auf denen und um die herum bereits umgekommene Seeleute treiben, verdeutlichen das Gewicht dieses Themas. Roman und Film gehen auf leicht unterschiedliche Weise auf die niederschlagende Wirkung ein, die diese Begegnung auf die Besatzung hat – auch auf die Leute im Boot, die den Anblick der Todgeweihten und der Toten nicht selbst erlebt haben. Während dieses Thema im Buch von Anfang an (beginnend mit Gesprächen im Etablissement am Abend vor dem Auslaufen) und immer wieder aufgenommen wird, ist es im Film auf eine einzige Szene konzentriert.
Ein Treffer von einem unerwarteten (weil nächtlichen) Flugzeugangriff vor Gibraltar verletzt im Film den Obersteuermann Kriechbaum schwer. Es gibt Szenen, in denen der Funker Hinrich als Sanitäter den blutenden und schreienden Obersteuermann versorgt. Im Roman muss Hinrich ebenfalls Verwundete versorgen. Dies geschieht allerdings zu einem späteren Zeitpunkt.
Nach dem Einlaufen ist – kurz vor dem Fliegerangriff im Hafen – zu sehen, wie der verletzte Kriechbaum auf einer Trage aus dem Boot gebracht wird.
Auf dem Rückmarsch und kurz vor dem Einlaufen in La Rochelle beschreibt Buchheim weitere Ereignisse, die nicht in den Film aufgenommen wurden. Zuerst stoppt das Boot ein spanisches Passagierschiff. Dieses entgeht nur durch einen defekten Torpedo und das nachfolgende Aufdecken eines Fehlers bei der Identifizierung des Schiffes einer erfolgreichen Torpedierung. Später trifft UA auf ein weiteres deutsches U-Boot, das vor dem Hafen von La Rochelle steht und auf sein Geleit wartet. Das andere U-Boot gerät auf eine Mine und wird kurz darauf von einem englischen Flugzeug versenkt. Von diesem Boot stammen die Verwundeten, die Hinrich versorgen muss. Unmittelbar nach dem Einlaufen erfolgt sowohl im Buch als auch im Film ein konzentrierter Angriff von Bombern und Jägern auf die Flakstellungen und Bunker im Hafen. Dieser Angriff wird im Film in sehr starker Form gezeigt. Die Überlegenheit der Engländer im Luftraum, die Zufälligkeit des Getroffenwerdens oder Überlebens, die Aussichtslosigkeit des gesamten „Unternehmens“, die sich abzeichnet, und die Katastrophe des Krieges werden im Roman und im Film jedoch gleichermaßen deutlich – symbolisiert in der Figur des „Alten“, der am Ende der langen Feindfahrt an der zerbombten Anlegestelle vor dem Wrack des eigenen Bootes zusammensinkt.

### Personen
Im Film hat „der Alte“ die tragende Rolle. Er wird nie beim Namen genannt, aus Buchheims Überlieferungen ist aber bekannt, dass immer, wenn Buchheim auf U 96 gefahren ist, Heinrich Lehmann-Willenbrock der Kommandant war. Dies ist insofern wichtig, als „der Alte“ am Ende des Films vermutlich stirbt, im Buch sein Schicksal aber offen gelassen wird. In der Romanfortsetzung, in der er am Leben ist, wird klar, dass er beim Bombenangriff nicht gestorben ist. Tatsächlich hat Heinrich Lehmann-Willenbrock den Krieg überlebt und starb im Jahr 1986. Er war auch einmal bei den Dreharbeiten zu Das Boot anwesend.
Mit seinen dreißig Jahren ist „der Alte“ eines der ältesten Besatzungsmitglieder. Der Altersunterschied zwischen dem dreißigjährigen Kommandanten und den achtzehn- bis knapp über zwanzigjährigen Besatzungsmitgliedern wird sowohl im Buch als auch im Film thematisiert. Die Schauspieler im Film sind und wirken jedoch teilweise älter als zwanzig oder dreißig Jahre.
Der I. WO (erster Wachoffizier) wird als überkorrekt und besonders linientreu dargestellt. Dies geschieht auf unterschiedliche Weise: Der Film hebt die Linientreue des I. WO innerhalb kleiner Szenen außerhalb der Gefechte stark hervor. Der I. WO ist darin beispielsweise im Hintergrund zu sehen, wie er Fähnrichsunterricht erteilt und dabei Parolen über soldatischen Anstand von sich gibt. Im Roman begeht der I. WO allerdings einen folgenschweren Fehler: Im Gegensatz zu seiner sonstigen Korrektheit versäumt er es, im Schiffsregister auch die Nachträge nach dem gestoppten Passagierschiff (s. o.) zu durchsuchen. Er klassifiziert das im Nachtrag korrekt aufgeführte Schiff fälschlich als nicht gemeldet. Dies und die zu lange überfällige Reaktion der anderen Mannschaft führt dazu, dass „der Alte“ das Passagierschiff für ein verdecktes US-amerikanisches Schiff hält, von dem aus im Geheimen andere Kriegsschiffe zur Hilfe gerufen werden. Er lässt es torpedieren, der Torpedo ist jedoch – wohl wegen Schäden, verursacht durch die Wasserbomben vor Gibraltar – defekt und läuft nicht. Gerade noch rechtzeitig vor weiteren Torpedoschüssen stellt sich heraus, dass es sich um ein spanisches und somit neutrales Schiff auf dem Weg nach Buenos Aires handelt. Nur der Zufall hat hier eine Katastrophe verhindert. Dieser ganze Vorgang fehlt im Film.
Wie auf der realen Feindfahrt, die Buchheim 1941 miterlebte, befinden sich in seinem Buch sechs Offiziere an Bord: der LI unternimmt seine letzte Reise und soll unterwegs seinen Nachfolger (vorläufig als „II. LI“ bezeichnet) einarbeiten. Nur dadurch wird der Wunsch des „Alten“ verständlich, dass der LI das Boot in Vigo verlassen soll. Im Film ist die Rede davon, dass man aus Deutschland einen Ersatz für den LI schicken soll, was Tage oder Wochen gedauert hätte. Der II. LI ist im Buch auch die Person, deren Augenbrauen und Wimpern von Filzläusen befallen sind (nicht der I. WO, der mit seinem Sauberkeitsfimmel ein höchst unwahrscheinliches Opfer gewesen wäre).
Der Wachrhythmus auf einem Kriegsschiff führt dazu, dass nahezu alle Stellen doppelt oder dreifach besetzt sind. Damit nicht zu viele Personen auftreten, vereinfacht der Film hier gegenüber dem Buch: so werden hier z. B. nur ein Dieselobermaschinist („Johann“) und ein Funkmaat („Hinrich“) gezeigt. Der zweite Obermaschinist „Franz“ tritt zwar in einer Nebenrolle ebenfalls auf, ist im Film aber für die E-Maschine zuständig. Im Buch ist es Franz (nicht Johann), der während einer Wasserbombenverfolgung seine Gefechtsstation befehlswidrig verlassen hat. Die anschließende Szene, in der sich Johann beim „Alten“ dafür entschuldigt und befürchtet, vor das Kriegsgericht gestellt zu werden, existiert im Buch nicht (der „Alte“ wettert jedoch unmittelbar nach dem Vorfall, dass er den Betreffenden „einsperren“ lassen wolle).
Der kauzige Kapitänleutnant Philipp Thomsen hatte in Korvettenkapitän Karl Thurmann ein reales Vorbild.

### Mediale und sprachliche Aspekte
Die meisten Dialoge sind für den Film neu geschrieben worden, d. h. sie erscheinen so nicht im Buch. Außerdem wurden für die filmischen Dialoge gelegentlich mehrere Figuren des Romans in einer einzelnen Rolle im Film zusammengefasst. Das kann mit der Zeitknappheit erklärt werden, die dadurch entsteht, dass der Film etwa vierzig Tage auf wenige Stunden komprimiert. Einige inhaltlich bedeutsame, das Thema des Romans und den Verlauf der Handlung bestimmende Dialoge erscheinen jedoch auch nahezu wörtlich im Film übernommen.
Anderes wurde dagegen filmisch ausgeschmückt, also durch das Medium Film wirkungsvoller dargestellt, vor allem die Ereignisse während der Wasserbombeneinschläge. Die Gleichzeitigkeit von Explosionen und deren sichtbare und körperlich erlebte Folgen wie Erschütterungen, Ausfall der Beleuchtung, Funkenschlag, Platzen der Niete, Wassereinbrüche, Entsetzensschreie und gebrüllte Befehle werden im Film unmittelbarer und deutlicher erfahrbar als in beschreibender Sprache.
Der hauptsächliche Unterschied ist, dass der Roman aus der Perspektive des Ich-Erzählers geschrieben ist, die darum immer subjektiv ist und die Gefühle des Erzählers (Leutnant Werner) wiedergibt. Die filmische Perspektive hingegen wird durch die Kameraführung bestimmt, sie kann außerdem schnell zwischen verschiedenen Orten wechseln. Der Unterschied zwischen den beiden Perspektiven zeigt sich besonders deutlich in der Gibraltar-Episode: Im Roman erlebt der Leser den Untergang und das Festsitzen am Meeresgrund aus der Perspektive von Leutnant Werner, der sich meist im mittleren Teil des U-Boots aufhält und seine nur mühsam beherrschte Panik, seine Hoffnungen und die Versuche schildert, seine Gedanken in der ungewissen Situation zu kontrollieren. Die Ereignisse in den andern Räumen des Boots erreichen nur als entfernte Meldungen sein Bewusstsein. In der filmischen Perspektive dagegen wird der Zuschauer direkt an die betroffenen Orte geführt und sieht selbst das Aufplatzen von Rohrverbindungen, das Eindringen von Wasser und die verzweifelten Reparaturversuche.
Im Buch gibt es andererseits detailreichere Darstellungen der unterschiedlichen Umgebungen innerhalb und außerhalb des Boots. Im Film sind Rohre, Leitungen, Ventile, Messinstrumente usw. ausschnittweise und im Hintergrund zu sehen; im Buch werden sie (und mit ihnen das gesamte Boot als technische Einheit) ausführlich erklärt. In der Sprache des Buchs wird der Unterschied der Umgebungen – einerseits die Enge und die hygienischen Probleme durch den wochenlangen Aufenthalt im Boot, andererseits die Weite des Meeres – noch deutlicher hervorgehoben. Dies gilt insbesondere für die ausführlichen Darstellungen des Bootskörpers im Meer in verschiedenen Wetterlagen und zu verschiedenen Tageszeiten. Die Schilderung der Farben und der Bewegungen des Himmels und des Wassers, der Sonnenauf- und -untergänge, der Morgen- und Abenddämmerung (vor allem in den Kapiteln „Gammel 1“ und „Gammel 2“) zeigen die literarischen Fähigkeiten des Autors; Buchheim war Maler und Zeichner und beobachtete seine Umwelt genau.
Buchheim thematisiert in seinem Roman ausführlich die fehlende Intimsphäre und die erzwungene sexuelle Abstinenz der jungen Männer. Sie reden vor allem derb über ihre sexuellen Fantasien. Derartige sexualisierte Dialoge sind über den gesamten Roman verstreut, sie dienen der Verdrängung der permanenten Bedrohung. Buchheim äußerte sich später auch kritisch über manche Szenen des Films. So meinte er, dass die Szene, in der ein Matrose geschminkt und nur mit Bananen um die Gürtellinie bekleidet einen Tanz aufführt (ein genaues Zitat des Banana Skirt Songs der Josephine Baker von 1926) auf einem deutschen U-Boot niemals möglich gewesen wäre. Die Szene lehnt sich allerdings an eine Romanszene an, in der ein Matrose zur Belustigung der anderen Seeleute nackt im Bugraum des U-Boots herumtanzt.
Eine Szene – die das raue, anarchische Klima an Bord zeigt – wurde für den Film neu erfunden: Als Leutnant Werner im Bugraum die Torpedomanöver fotografiert, wirft ihm ein Seemann, versteckt im Getümmel, einen ölverschmierten Lappen ins Gesicht. Der Täter meldet sich auf Nachfrage nicht, die Aktion bleibt folgenlos. Tatsächlich – und darauf wies Buchheim auch im oben zitierten Interview hin – hätte solch ein tätlicher Angriff auf einen Offizier gerade in den letzten Kriegsjahren zu einem Kriegsgerichtsverfahren, notfalls auch zu einer Kollektivstrafe, geführt.

## Auszeichnungen
Das Boot wurde bei der Oscarverleihung 1983 insgesamt für sechs Oscars nominiert. Nominiert waren für Das Boot:
- Beste Regie: Wolfgang Petersen
- Beste Kamera: Jost Vacano
- Bestes adaptiertes Drehbuch: Wolfgang Petersen
- Bester Schnitt: Hannes Nikel
- Bester Ton: Milan Bor, Trevor Pyke, Mike Le-Mare
- Bester Tonschnitt: Mike Le-Mare

Weitere Auszeichnungen:
- Bayerischer Filmpreis 1981 (Regiepreis an Wolfgang Petersen; Kamerapreis an Jost Vacano)
- Deutscher Schallplattenpreis 1982
- Goldene Leinwand 1982
- Deutscher Filmpreis 1982 (Filmband in Silber und Beste Tongestaltung)
- Goldene Kamera 1985 (für TV-Fassung)
- Goldene Kamera 2007 (für das Filmjubiläum)
- Motion Picture Sound Editors bester Tonschnitt 1983
- National Board of Review bester ausländischer Film 1982
- Society of Camera Operators Historical Shot für Jost Vacano für die Szene das Rennen durch das U-Boot 2011

Nominierungen (Auswahl):
- Golden Globe für den besten fremdsprachigen Film 1982
- BAFTA Award als bester ausländischer Film 1982
- Japanese Academy Award als bester ausländischer Film 1983
- Directors Guild of America für die beste Regie 1983
- Satellite Award beste DVD Ausgabe 2011

## Hintergrund

### Darsteller
- Viele der Schauspieler schafften durch diesen Film den Durchbruch im Filmgeschäft. So waren Heinz Hoenig, Uwe Ochsenknecht, Jan Fedder, Martin Semmelrogge, Claude-Oliver Rudolph, Ralf Richter, Oliver Stritzel, Klaus Wennemann und Herbert Grönemeyer bis dahin vorwiegend Theaterschauspieler. Otto Sander und Jürgen Prochnow waren schon länger auch im Filmgeschäft bekannt. Einzig Hubertus Bengsch bekam keine großen Rollen mehr. Er ist aber einer der meistbeschäftigten deutschen Synchronsprecher, unter anderem als Standardsprecher von Richard Gere.
- Als Synchronsprecher für die englische Version des Films kamen fast durchgehend die deutschen Original-Schauspieler zum Einsatz.
- Otto Sanders Rolle des Kapitänleutnant Thomsen wird in seiner Einführungsszene als „Seemann der alten Garde … nur noch besoffen“ beschrieben. Laut Aussage von Regisseur Wolfgang Petersen im Audiokommentar der Director’s-Cut-DVD soll Sander während der Aufnahmen zu dieser Szene wirklich betrunken gewesen sein.
- Jan Fedder sollte ursprünglich einen kölschen Matrosen spielen. Der gebürtige Hamburger lehnte das aber ab. Da die Frage der Herkunft keinen Einfluss auf die Darstellung hatte, gestattete man ihm schließlich diese Änderung.
- Regisseur Petersen hatte jahrelang nach einem Darsteller für die Hauptrolle des Kommandanten gesucht. Petersen hatte Jürgen Prochnow bereits für die Hauptrolle vorgeschlagen, dieser wurde zunächst allerdings wegen seines Alters abgelehnt. Weil aber auch die Originalbesatzung des Bootes auf Fotos viel älter aussah, als die Matrosen tatsächlich waren, wurde Prochnow schließlich akzeptiert.[2]

### Produktion
| Quelle                                | DM         |
| ------------------------------------- | ---------- |
| Bayerischer Filmfonds                 | 2.000.000  |
| Projektfilmkommission der FFA         | 700.000    |
| zusätzlich vom Bundesinnenministerium | 250.000    |
| WDR und SDR                           | 1.500.000  |
| Neue Constantin Film (Verleih)        | 1.700.000  |
| Société Française de Production       | 2.000.000  |
| sonstige Quellen                      | 1.850.000  |
| Bavaria Film                          | 10.000.000 |
| Summe                                 | 20.000.000 |

#### Vorproduktion und Drehbuch
Der Produzent Helmut Jedele hatte die Filmrechte nach Erscheinen des Romans für die Bavaria Film erworben. Er und Chef-Dramaturg Helmut Krapp planten ursprünglich, den Film in Kooperation mit der US-amerikanischen Produktionsfirma Presman Incorporated und mit US-amerikanischer Besetzung zu drehen. Es war geplant, die Besetzung allein aus US-amerikanischen Darstellern zusammenzustellen und Robert Redford den Kaleun darstellen zu lassen. Für die Regie waren John Sturges, Don Siegel und Sydney Pollack im Gespräch. Die Bavaria sollte ihrerseits den technischen Stab stellen und den Großteil der Finanzierung gewährleisten. Das dafür von Ronald M. Cohen angefertigte und im Sommer 1977 eingereichte Drehbuch wurde aber von Buchheim abgelehnt, da die US-Version zu (US-amerikanisch-) „patriotisch“ geraten sollte und vor allem deutlich mehr auf Action gesetzt wurde. Buchheim kritisierte die Vorlage als „japanischen Remmidemmi-Film“, und auch Jedele und Krapp sahen keine Veranlassung, „Propagandaklischees“ zu verfilmen. Daraufhin zog sich Presman Inc aus dem Projekt zurück. Bei der Bavaria kam man überein, Buchheim selbst ein Drehbuch anfertigen zu lassen – er reichte ein 600-seitiges Manuskript ein, das für einen fünfstündigen Film ausgereicht hätte.

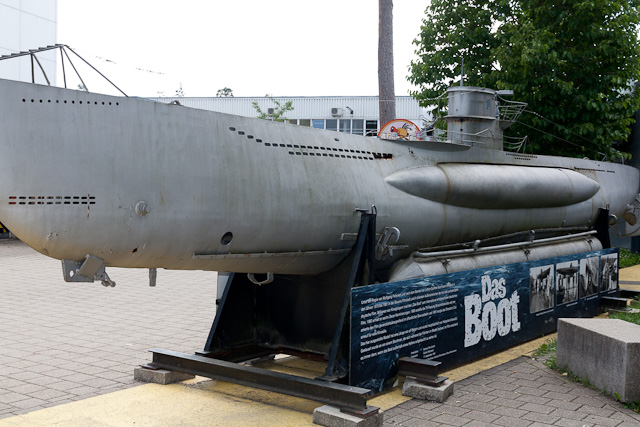
Das 6-Meter-Modell auf dem Gelände der Bavaria

Inzwischen hatte Rolf Zehetbauer, der Filmsetarchitekt der Bavaria, bereits angefangen, diverse Modelle des „Boots“ anzufertigen. Somit waren die wesentlichen Bauten des Filmes bereits fertig, bevor Einigkeit über das Drehbuch, den Hauptdarsteller oder den Regisseur bestand. Zehetbauer hatte zwei Modell-U-Boote in kleinerem Maßstab gebaut: ein sechs Meter langes VII-C-Boot, das im Wassertank auf dem Gelände der Bavaria abgefilmt werden sollte (beispielsweise bei der bekannten ersten Einstellung während der Titelsequenz) und ein elf Meter langes Modell zum Einsatz in der Nordsee vor Helgoland, das von einem Techniker gesteuert wurde. Für Bilder vom Aus- und Einlaufen und zum Einsatz auf offener See gab es ein 67 Meter langes Modell aus Holz und Stahl – ohne Innenausbauten – in Originalgröße. Diese Kulisse war für Außenaufnahmen bei leichtem Seegang vor La Rochelle gedacht. Hauptschauplatz sollte aber der komplett nachgebaute Innenraum eines VII-C-Bootes werden, der inzwischen auf dem Studiogelände der Bavaria notdürftig abgeplant eingelagert war. Aufgrund der entstandenen Kosten für Konzeption und Sets belief sich Mitte des Jahres 1978 das investierte Budget bereits auf 6 Millionen DM. Die Produktion der Fünf-Stunden-Fassung des Films kostete die Bavaria Film 32 Millionen DM (bei heutiger Kaufkraft entspräche dies etwa 36 Millionen Euro). Der WDR und der SDR übernahmen hiervon Kosten in Höhe von zehn Millionen DM. Aus dieser Beteiligung resultieren die Fernsehfassungen.

#### Dreharbeiten
Der Hauptteil der Dreharbeiten fiel in die Zeit vom Juli 1980 bis zum Juni 1981. Bereits im September 1979 erfolgte eine Vorproduktion am Chiemsee und vor Helgoland und im April 1980 eine weitere Vorproduktion vor Helgoland. Die Szenen, die in La Rochelle spielen, entstanden dort vom 29. September bis zum 22. Oktober 1980 und im Februar 1981. Die Szenen in der Bar wurden ganz am Ende der Dreharbeiten ab 18. November 1980 in den Studios der Bavaria im Grünwalder Ortsteil Geiselgasteig gefilmt. Die Szenen im Inneren des U-Boot-Bunkers wurden im Gegensatz zur restlichen Hafeneinrichtung an Originalschauplätzen in La Rochelle gedreht. Gedreht wurde an vielen Standorten. Einige Szenen wurden in La Rochelle an der französischen Atlantikküste gedreht, z. B. im U-Bootbunker von La Pallice. Hierzu zählen die Aus- und Einlaufszenen. Außerdem wurden auf dem Bodensee vor Immenstaad am Bodensee Außenszenen gedreht, in der Nordsee Sturmszenen und in den Studios der Bavaria Film alle Innenaufnahmen und Unterwasseraufnahmen.
Der Film wurde ohne Steadicam produziert, auch weil das System in der engen Kulisse nicht verwendet werden konnte. Stattdessen setzte Jost Vacano Kreiselstabilisatoren (Gyroskope) für die Handkamera ein, wie er sie bereits 1973 für Supermarkt verwendet hatte. Für die Außenszenen, die mit dem 11-Meter-Modell z. T. auf offener See gedreht wurden, um möglichst realistischen Wellengang einfangen zu können, wurde eine Kamera auf den Bug des Modells fixiert, während ein Seenotrettungskreuzer das Boot, das von einem Techniker gesteuert wurde, mit Löschwasser besprühte. Als „Darsteller“ fungierten kleine Puppen, die sich teilweise drehen, oder die Arme heben konnten. Für die Szenen auf dem Turm, insbesondere während der Sturmfahrten, wurde die von Theo Nischwitz perfektionierte Frontprojektion, auch „Aufpro“-Verfahren genannt, genutzt. Hierbei wurden Aufnahmen, die mit dem kleinen Modell in der Nordsee vor Helgoland oder auf dem Bodensee gemacht wurden, über ein Spiegelsystem mit Studioaufnahmen kombiniert, so dass ein Eindruck optischer Geschlossenheit entsteht. Die hierbei eingesetzte Wassermaschine konnte pro „Wellenschlag“ eine Tonne Wasser gegen den Turm schleudern.
Nachdem die Krängung des Bootes erst nur von den Darstellern simuliert wurde, entschied sich Regisseur Wolfgang Petersen dazu, das Filmset auf eine hydraulische Bühne zu verlegen, mit der die Auf- und Abwärtsbewegungen und das Kippen des Bootes simuliert werden konnten. Die Kamera erhielt durch die Kreiselstabilisatoren einen künstlichen Horizont. Wegen der Motorengeräusche der hydraulischen Bühne und der schlechten Akustik der Metallkulisse musste der komplette Film ohne Originalton gedreht und nachvertont werden.
Die Schauspieler bekamen von Petersen besondere Auflagen: Sie durften im Sommer nicht mehr in die Sonne, um Sonnenbräune zu verhindern, und zehn Tage vor Drehbeginn der späten Szenen durften sie sich nicht mehr rasieren. Bei der Marine, vor allem bei den U-Boot-Fahrern, war es üblich, sich während einer Feindfahrt nicht zu rasieren, um Trinkwasser zu sparen.
Aus Kostengründen wurde das Finale des Films – der Fliegerangriff im Hafen – in einem Take gedreht. Bei den beiden Flugzeugen handelt es sich um französische Maschinen, die für den Film umgebaut wurden. Für die Spezialeffekte war – wie für die gesamte Produktion – der international bekannte Pyrotechniker Karl „Charlie Bum-Bum“ Baumgartner zuständig.
Bernd Eichinger gewann im Zuge einer Wette einen Porsche 911 von Wolfgang Petersen, da Eichinger die Zuschauerzahl von Das Boot höher und damit besser einschätzte als Petersen.
Bei den Dreharbeiten kam es zu mehreren Arbeitsunfällen; im Studio krachte einmal die Hebebühne in sich zusammen. Eine Art Sicherheitsgurt sprang dabei ab; es kam zu keinen Verletzten. In einer Sturmszene wurde die von Jan Fedder dargestellte Figur Pilgrim während der Wache im Turm von einer Welle getroffen und von der Brücke gespült. Der Verunglückte sollte vom Obersteuermann Kriechbaum, der von Bernd Tauber dargestellt wurde, gerettet werden. Beim Dreh dieser Szene brach Tauber sich zwei Rippen. In La Rochelle zogen sich mehrere Darsteller Verbrennungen zu, als die Explosionen am Hafen bzw. der Fliegerangriff gefilmt wurde. An einem Drehtag in der Nordsee im November 1980 drohte die U-Boot-Metallattrappe, auf der die Darsteller standen, auseinanderzubrechen, weil eine Naht nicht richtig verschweißt war. Wegen eines Sturms war die Attrappe am Folgetag irreparabel beschädigt. Die Dreharbeiten an der Nordsee mussten unterbrochen werden, und es war zunächst nicht klar, ob der Film zu Ende produziert werden würde oder die Dreharbeiten aus Kostengründen eingestellt werden würden.
Laut Hauptdarsteller Jürgen Prochnow gingen während der Dreharbeiten mehrere Beziehungen zu Bruch, weil die Darsteller ein Jahr lang „rund um die Uhr arbeiteten“. Prochnow zufolge war es dem Regisseur Wolfgang Petersen zu verdanken, dessen „naturgegebene Führungspersönlichkeit […] Sensibilität und Genauigkeit […] und anspornenden, menschlichen Art […] dass jeder durchhielt, auch am Wochenende arbeitete, alles aus sich herausholte.“ Viele, insbesondere Kameramann Jost Vacano, mussten sich bei Dreharbeiten mit Seegang übergeben.

### Ausstattung

Nachbau des Innenraums von U 96 in der Bavaria Filmstadt
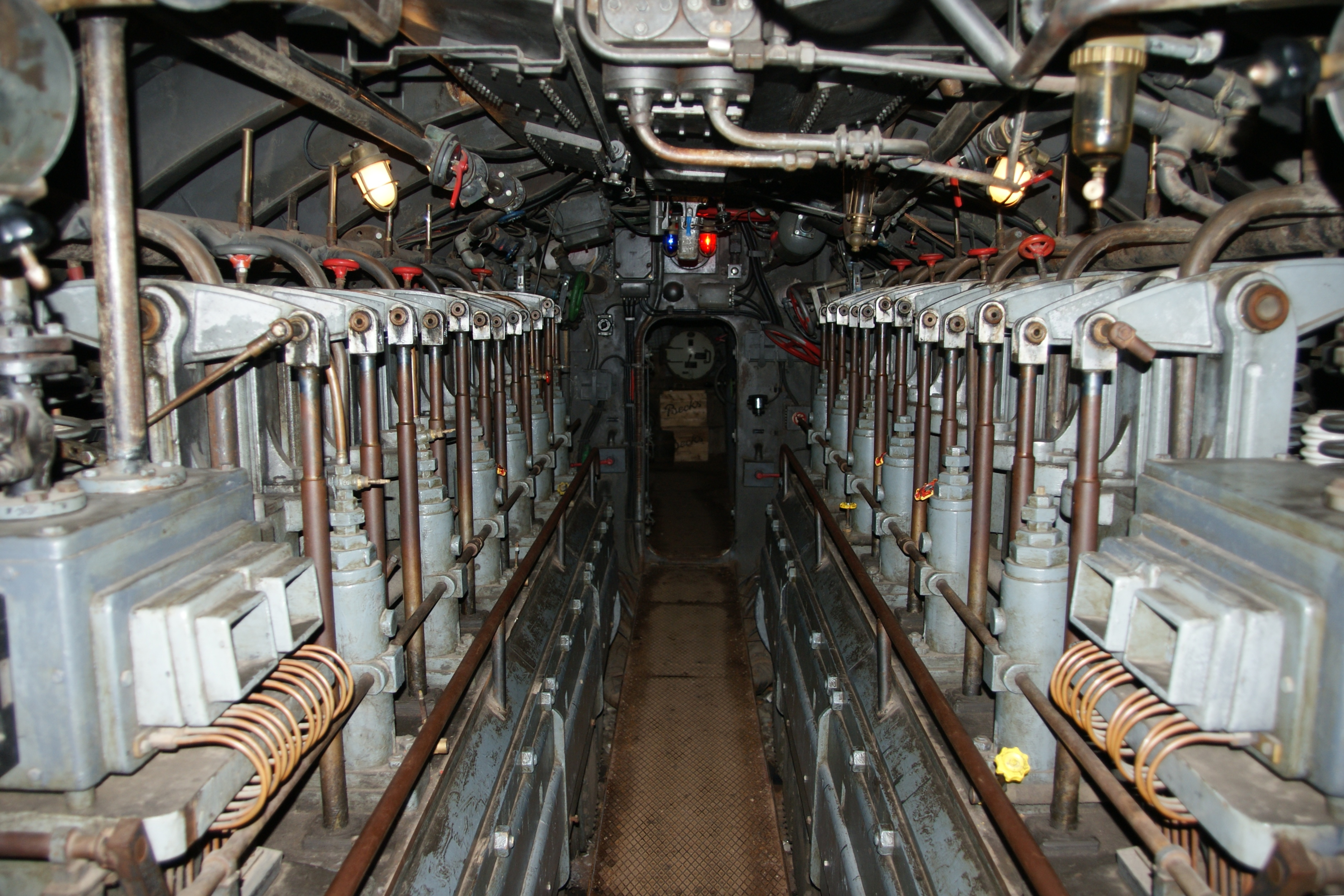
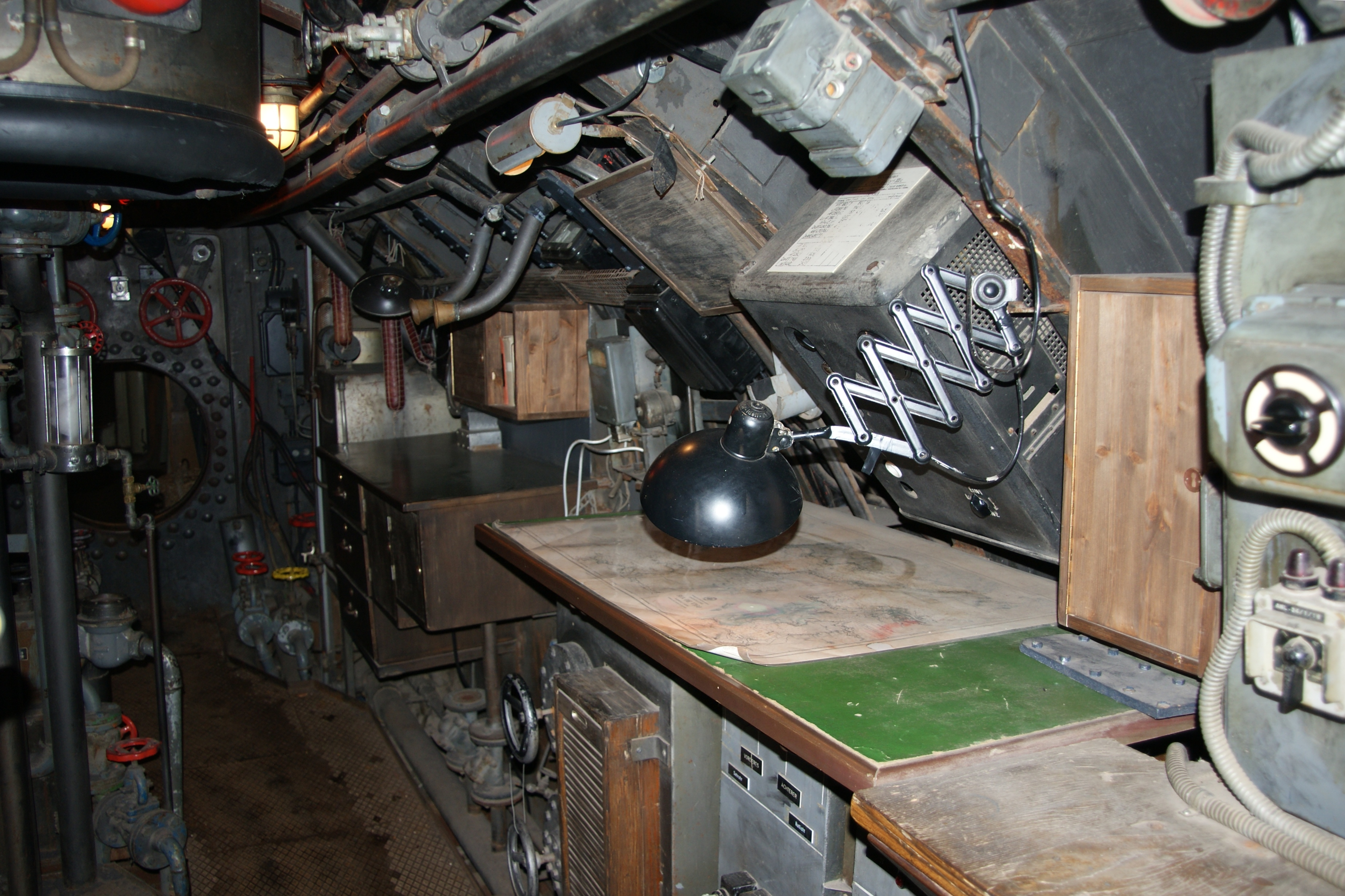
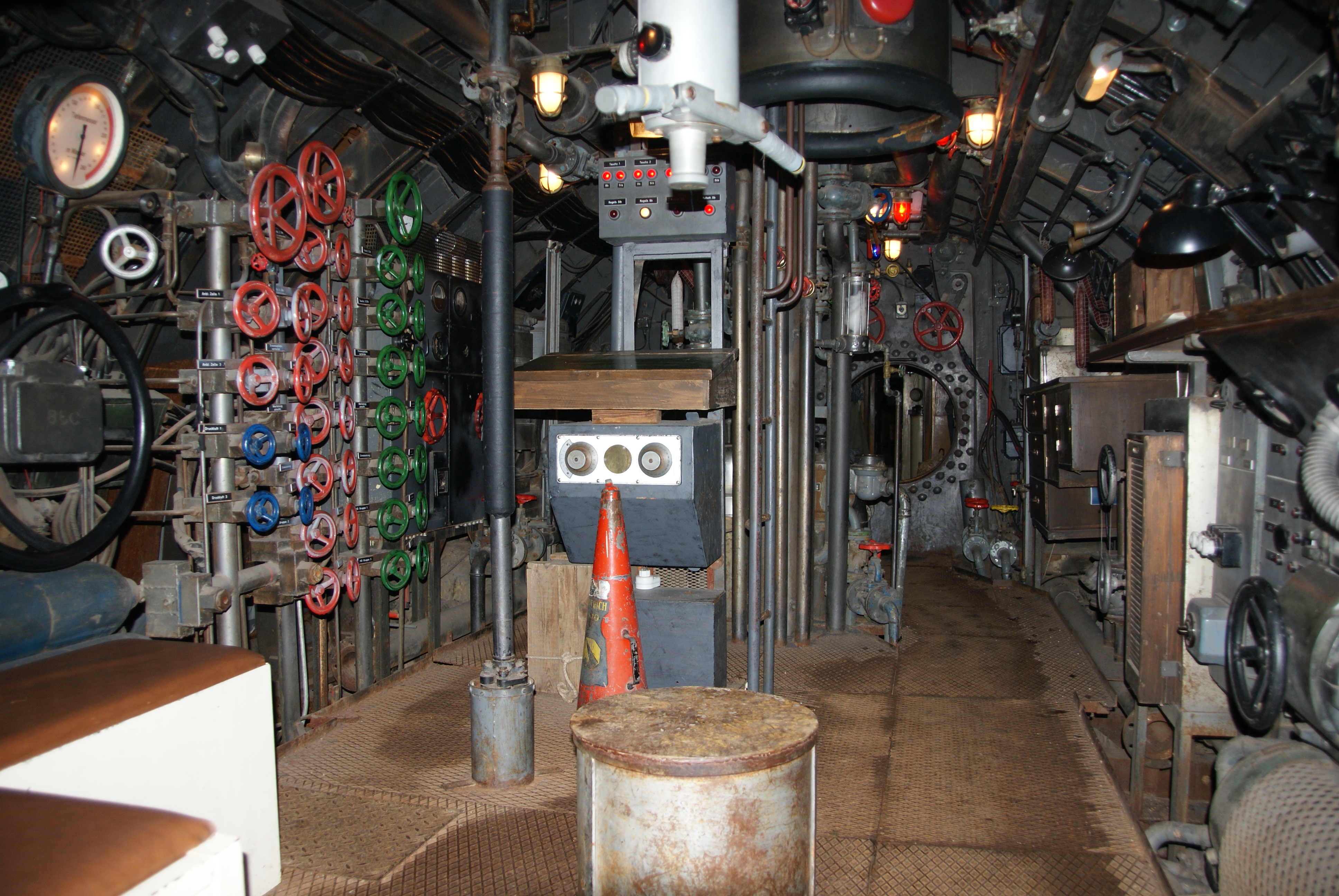
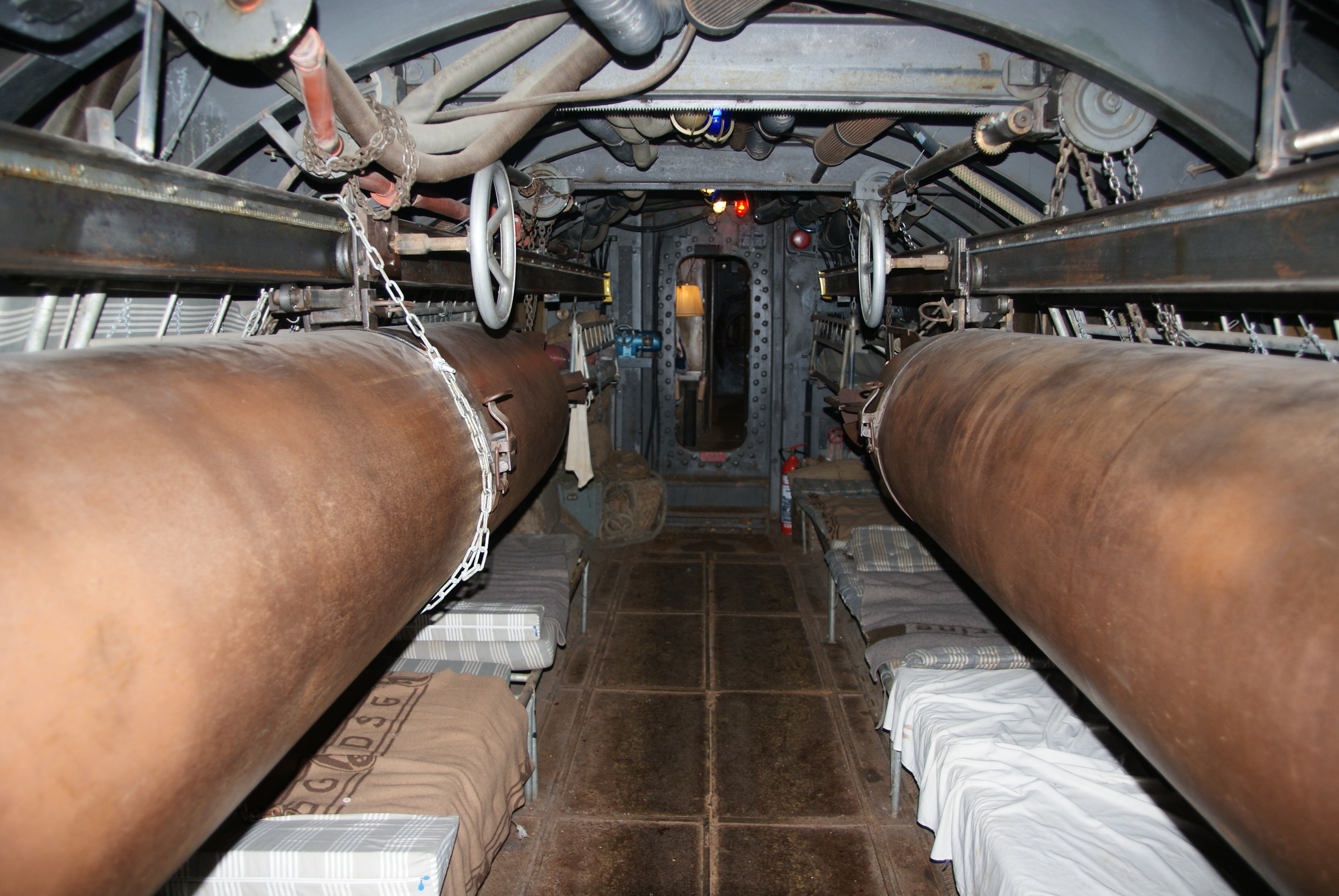

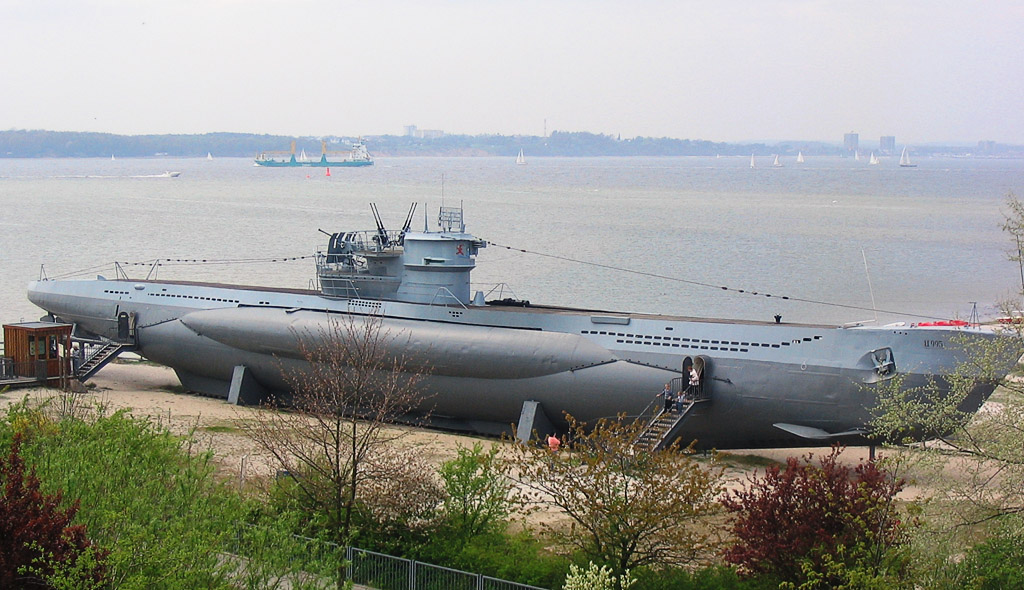
U 995, ein Boot vom Typ VII C/41, an seinem Ausstellungsort vor dem Marine-Ehrenmal Laboe

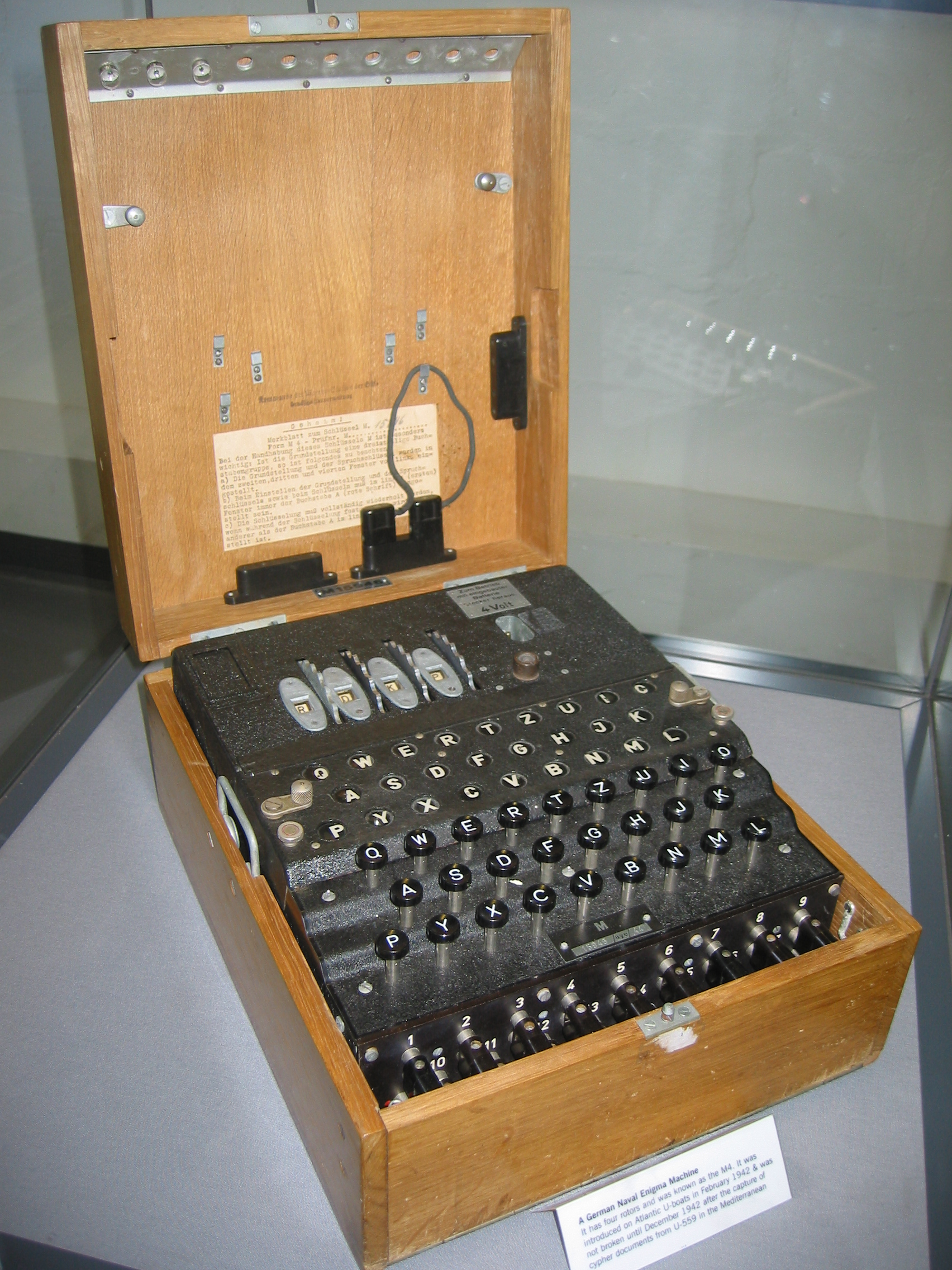
Eine Enigma-M4, wie im Film zu sehen

- Für die detailgetreue Filmausstattung war der Requisiteur Peter Dürst verantwortlich.[9]
- Für den Film wurde in München ein Modell des U-Boots im Maßstab 1:1 nachgebaut. Dieses Modell wurde in drei Einzelteile zerlegt und nach La Rochelle transportiert, wo es wieder zusammengefügt wurde. Diese Kulisse verfügte über einen Antrieb und wurde von einer Person gesteuert, hatte aber sonst keine Inneneinrichtung. Während der Dreharbeiten zum Sturm brach das Boot auseinander und sank im Hafen von La Rochelle. Dieser Vorfall hätte fast zum Ende der Produktion geführt. Das Boot wurde dann aus einzelnen, wiedergefundenen Teilen und aus Holz wieder zusammengebaut, aber ohne Antrieb. Für weitere Aufnahmen mit diesem Boot wurde es gezogen. Außerdem existierten ein tauchfähiges 11-Meter-Modell für Außenszenen, ein 5,50-Meter-Modell für Unterwasseraufnahmen im Bavaria-Bassin und noch weitere verschiedene Schiffsmodelle von ein bis drei Metern Länge.
- Das einzige noch existierende Original des U-Boot-Typs VII C, U 995, steht im Ostseebad Laboe bei Kiel.
- Das Innere von U 96 wurde von der Bavaria Film detailgetreu nachgebaut und ist 55 Meter lang. Ein Original dieses U-Boot-Typs ist zwar 67 Meter lang, im Nachbau fehlen aber lediglich die nicht begehbaren Bug- und Heckspitzen, weil sie für die Dreharbeiten nicht gebraucht wurden. Die Kulisse ist in der Bavaria Filmstadt ausgestellt und für Besucher begehbar.
- In mehreren Szenen ist eine Enigma-Schlüsselmaschine (Bild) zu sehen, die zur Entschlüsselung empfangener Funksprüche benutzt wird. Beim ersten Auftritt der Enigma (in der 282-Minuten-Langversion nach 53 Minuten) schaut der Kriegsberichterstatter Leutnant Werner dem II. WO (zweiter Wachoffizier) über die Schulter, während dieser einen Funkspruch mittels einer Enigma-M4 entschlüsselt. Dabei hört man als Kommentar die Stimme von Herbert Grönemeyer: „Erst durch die Schlüsselmaschine ergibt sich aus wirren Buchstabenfolgen ganz langsam ein Sinn.“ Historisch nicht ganz korrekt an dieser Szene ist die Verwendung einer M4 (mit vier Walzen), da sie erst am 1. Februar 1942 in Dienst gestellt wurde, während Das Boot in Roman und Film seine Feindfahrt im Herbst und frühen Winter des Jahres 1941 durchführt. Somit hätte korrekterweise eine M3 (mit drei Walzen) gezeigt werden müssen.

### Musik
Die Filmmusik komponierte Klaus Doldinger. Ausnahmen hiervon bilden das Lied J’attendrai (gesungen von Rina Ketty) und It’s a Long Way to Tipperary. Zahlreiche weitere Musikstücke, die nicht Bestandteil des offiziellen Soundtracks sind, werden in den Ein- und Auslaufszenen gespielt (Muss i denn, muss i denn zum Städtele hinaus und der Erzherzog-Albrecht-Marsch) oder im Film als Hintergrundmusik verwendet, wo sie zumeist einen Teil des im Boot gehörten Rundfunkprogramms bilden. Dazu gehören La Paloma und Roter Mohn von Rosita Serrano, Heimat deine Sterne von Wilhelm Strienz, Capriolen von Peter Kreuder, Sing, Nachtigall, sing von Evelyn Künneke, sowie diverse Soldatenmärsche und U-Boot-Fahrer-Lieder, die samt Ansagen teilweise aus dem „Wunschkonzert für die Wehrmacht“ übernommen wurden.
Im Oktober 1991 veröffentlichte der Hamburger DJ und Produzent Alex Christensen unter dem Namen U 96 eine Techno-Version des Titelthemas Das Boot, mit der er sich zwischen Januar und April 1992 für 13 Wochen auf Platz 1 der deutschen Single-Charts festsetzen konnte.

### Rezeption
- Der Film Das Boot zählt mit 5,8 Millionen Zuschauern in Deutschland zu den zehn erfolgreichsten deutschen Filmen. In den USA liegt der Film mit einem Einspielergebnis von 11.487.676 US-Dollar hinter Die unendliche Geschichte an zweiter Stelle aller deutschen Filme. Siehe auch: Liste der erfolgreichsten Filme nach Zuschauerzahlen oder Liste der erfolgreichsten Filme nach Einspielergebnis.
- Im Ausland wurde der Film von Anfang an begeistert gefeiert, in Deutschland kritisierte Die Zeit den Film als ein „politisch fragwürdiges Heldenepos“. Laut Hauptdarsteller Jürgen Prochnow wurden deutsche Soldaten mit Das Boot erstmals seit dem Ende des Zweiten Weltkriegs menschlich dargestellt, was laut Prochnow der Grund dafür war, warum sich deutsche Feuilletons zu jener Zeit vom Film kritisch distanzierten.[2]
- Aus Anlass des 25. Jahrestags der Uraufführung der Kino-Version zeigte das Deutsche Filmmuseum in Frankfurt am Main vom 19. September 2006 bis zum 7. Januar 2007 die Ausstellung DAS BOOT Revisited.[10]
- Aus demselben Grund wurde der Film im Jahr 2007 mit der Goldenen Kamera ausgezeichnet. Herbert Grönemeyer nahm an der Verleihung nicht teil, Klaus Wennemann war bereits im Jahr 2000 verstorben. Ansonsten war es das erste Zusammentreffen der gesamten Filmmannschaft nach Ende der Dreharbeiten.
- Zur Entstehungsgeschichte des Films fand vom 16. November 2007 bis zum 24. Februar 2008 im Haus der Geschichte in Bonn die Ausstellung Das Boot. Geschichte – Mythos – Film statt.
- Weil Clint Eastwood Das Boot kannte und als „wundervollen Film“ schätzte, darüber hinaus Tod im Spiegel gesehen hatte und auch direkt nach Erbarmungslos nicht gleich noch einmal Regie führen wollte, fragte er bei Wolfgang Petersen an, ob er für den Filmstoff In the Line of Fire – Die zweite Chance die Regie übernehmen wollte.[11] Dies bedeutete für Petersen den endgültigen Durchbruch in Hollywood.

### Das Bootin anderen Filmen
- Steven Spielberg lieh sich 1980 das 1:1- und fernsteuerbare Modell für zwei U-Boot-Sequenzen in seinem Film Indiana Jones – Jäger des verlorenen Schatzes von der Bavaria Film aus.
- In der Fernsehserie Der Fahnder, in der Klaus Wennemann (LI) die Hauptrolle spielte, hatten einige Schauspieler, mit denen er in Das Boot spielte, einen Gastauftritt, meistens als Verbrecher. Unter ihnen waren Heinz Hoenig, Uwe Ochsenknecht, Martin Semmelrogge und Ralf Richter. In der Folge Eine Beute kriegt Beine sieht man außerdem im Hintergrund im Fernsehen Szenen aus dem Film, während ein Mädchen im Wohnzimmer spielt. Zudem liegt in dieser Folge eine Videokassette des Films auf dem Boden.
- Im deutschen Spitting-Image-Ableger Hurra Deutschland verfolgt die SPD (Björn Engholm, Willy Brandt, Oskar Lafontaine, Hans-Jochen Vogel) als U-Boot-Mannschaft in Das Rote Boot das Schiff Die Macht von Bundeskanzler Helmut Kohl.
- Im englischen Sprachraum wurde der Film unter dem deutschen Originaltitel gezeigt, welcher dort zur Aussprache [bu:t] (wie englisch boot, Stiefel) verleitet. So ist der parodistische Titel der Simpsons-Folge Das Bus zu verstehen. Außerdem leiht Marge Simpson in einer Folge einen Pornofilm mit der Bezeichnung „Das Butt“ (Hintern) aus.
- Mit U-900 drehte 2008 der Regisseur Sven Unterwaldt mit Atze Schröder in der Hauptrolle eine Parodie.
- Der Film Abbuzze! Der Badesalz-Film des Komikerduos Badesalz aus dem Jahr 1996 enthält eine etwa fünfminütige Parodie mit Ottfried Fischer als Kapitänleutnant.
- In der 1991 veröffentlichten Komödie Superstau treffen Ralf Richter und Jan Fedder aufeinander. In einer Unterhaltung während des Films wird mit dem Zitat „Haare in der Nase“ auf die vulgären Dialoge zwischen den beiden Figuren Frenssen (Ralf Richter) und Pilgrim (Jan Fedder) in Das Boot angespielt.

### Fortsetzung
Im Juni 2016 wurde eine Fortsetzung in Form einer TV-Serie für 2018 angekündigt. Diese umfasst acht Episoden mit jeweils 60 Minuten. Die Produktion wurde durch die Bavaria Film sowie Sky Deutschland mit einem Budget von 25 Millionen Euro realisiert. Als Grundlage der Handlung dienen erneut Romane von Lothar-Günther Buchheim. Die Regie bei der Fortsetzung übernahm Andreas Prochaska. Die Fortsetzung setzt ein Jahr nach den Ereignissen des Vorgängers an und inszeniert die ersten Kriegserfahrungen einer jungen U-Boot-Besatzung, während sich im Hafen La Rochelle die aufkommende Résistance formiert.
Mittlerweile wurden vier Staffeln der Serie veröffentlicht.

### Nachvergütung für Kameramann
Der Kameramann Jost Vacano, der ein Pauschalhonorar von umgerechnet rund 100.000 Euro erhalten hatte, stellte basierend auf dem Fairnessparagraphen des Urheberrechtsgesetzes 2002 wegen des großen Einspielerfolgs des Films Nachforderungen an die Münchner Bavaria Film GmbH und die EuroVideo Medien GmbH. Nach 14 Jahren Gerichtsprozess wurde im Februar 2022 eine außergerichtliche Einigung erzielt, durch die er fast 500.000 Euro als Nachvergütung und eine Beteiligung an zukünftigen Erlösen erhält.

## Kritiken
Auf der Website Rotten Tomatoes hat Das Boot eine positive Rate von 98 %. Als Gesamttenor der Kritik zitiert Rotten Tomatoes:

“Taut, breathtakingly thrilling, and devastatingly intelligent, Das Boot is one of the greatest war films ever made.”

„Straff, atemberaubend spannend und umwerfend intelligent, ist Das Boot einer der großartigsten Kriegsfilme, die je gedreht wurden.“

Roger Ebert lobte die unpathetische und handwerklich großartige Arbeit Petersens und gab dem Film vier von vier Sternen.

„Leider gelingt es dem Film selten, wirkliche Anteilnahme am Schicksal der Männer zu wecken. Ein Ausstattungsfilm mit einem bemerkenswerten Team und herausragenden Einzelleistungen, darunter Jost Vacanos Kamera und Klaus Doldingers Musik.“

„Aufwendig und perfekt inszenierter Kriegsfilm. Der schon in der dreiteiligen Fernsehfassung fragwürdige Versuch, dem authentischen Stoff eine Antikriegstendenz abzugewinnen, scheitert in der gekürzten Kinofassung allerdings völlig. Hier bleiben von dem – schauspielerisch glänzend interpretierten – Drama nur die martialischen Knalleffekte übrig und verkehren das Anti-Heldentum der Vorlage ins Gegenteil. Der hohe produktionstechnische Standard bescherte dem Film dennoch einen großen Erfolg.“

„[…] eine Trivialschnulze, deren technische Effekte aus dem ‚weißen Hai‘ nun ‚unseren Kahn‘ machten; deren Schauspielerleistung sich zu 50 Prozent in männlich-hartem Blick und eisernen Backenmuskeln erschöpfte, wenn nicht gerade durchs Fernglas gestarrt wurde; deren politische Qualität – sprich: Nicht-Qualität – mich geradezu empört. Ein Kriegsfilm am Rande der Verherrlichung.“

## Dokumentarfilme
- Wilhelm Bittorf: Die Feindfahrt von U96 – Wie aus Buchheims Kriegsroman «Das Boot» ein Film gemacht wird auf YouTube, 1981 (Südfunk Stuttgart; Laufzeit: 44:16 min).
- ARTE: Das Boot: Welterfolg aus der Tiefe auf YouTube, 13. Januar 2020 (Von Georg Grill und Sven Femerling (Deutschland, 2020), Video nicht abrufbar; Laufzeit: 53:12 min).